# 衛斯理·馬修斯
韦斯利·馬修斯（英語：Wesley Matthews，1986年10月14日—），美国职业篮球运动员。他是前NBA球員威斯·馬修斯的兒子。在場上的位置是得分後衛。

## NBA 生涯

### 猶他爵士（2009年–2010年）
在2009年NBA選秀落選之後，2009年9月，他和爵士簽約了一年。2010年2月，在羅尼·布魯爾交易後，主教練傑里·斯隆讓馬修斯成為球隊的首發射手。

### 波特蘭拓荒者（2010年–2015年）
2010年7月10日，拓荒者宣佈和馬修斯簽署了一份為期五年，價值3,400萬美元的合約。7月21日，隨著猶他爵士決定不匹配拓荒者的報價單，馬修斯正式簽署了這個合同。強壯的馬修斯在連續的250場NBA比賽中打球，然後在2012年12月10日被迫參加比賽，因為他的左髖受傷。馬修斯有能力和意願承受輕傷和疼痛打球，這讓他有了“鋼鐵俠”這個暱稱，這是拓荒者粉絲，電視台和廣播評論員以及競技場公眾廣播員使用的名字。
2015年1月18日，拓荒者客场挑战孟菲斯灰熊，馬修斯上场39分钟18投9中，其中三分球14投7中，作为拓荒者球员共投进了778记三分，打破泰瑞·波特保持的773记三分的队史纪录，成为波特蘭拓荒者隊史上三分球命中数最多的球员。
2015年3月5日，在對陣達拉斯小牛，馬修斯的左側跟腱撕裂，整季報銷。

### 達拉斯獨行俠（2015年–2019年）
2015年7月9日，馬修斯與達拉斯小牛簽署了為期四年7,000萬美元的協議。12月6日，小牛以116-104戰勝華盛頓巫師的比賽中馬修斯上陣41分鐘，23投12中，三分球17投10中，同時追平小牛队史个人单场三分球命中数纪录。罰球2罰皆中下取得全場最高的36分，外加6籃板5助攻1抄截1封阻，其三分球完全是難以阻擋。

### 纽约尼克斯（2019年）
尼克與獨行俠交易，與隊友小丹尼斯·史密斯、德安德魯·喬丹到尼克外加2021年未受保護的首輪選秀和2023年1-10首輪簽保護，獨行俠獲得考特尼·李、小蒂姆·哈达威、克里斯塔普斯·波爾津吉斯、特雷·伯克。

### 印第安納溜馬（2019年）
溜馬官方正式宣佈，簽下日前遭到紐約尼克買斷的馬修斯，馬修斯尋求買斷原因無疑是希望為季後賽隊伍效力，而溜馬目前戰績暫列東區第三位，顯然非常符合馬修斯期望。

### 密爾瓦基公鹿（2019年-2020年）
根據《ESPN》記者沃納羅斯基報導，密爾瓦基公鹿與馬修斯達成簽約協議，他將以1年老將底薪合約轉戰公鹿。

### 洛杉磯湖人（2020-2021）
馬修斯和洛杉磯湖人簽下了一份一年360萬美元的雙年特例合約。

## 外部連結
- 威斯利·马修斯在NBA（英语）
- 威斯利·马修斯在Basketball-Reference.com（NBA）（英语）
- 威斯利·马修斯在Sports-Reference.com（NCAA）（英语）
- 威斯利·马修斯在ESPN（NBA）（英语）
- 威斯利·马修斯在Eurobasket.com（球員）（英语）
- 威斯利·马修斯在RealGM（英语）
- 威斯利·马修斯在Proballers（英语）